# 艾伦·冯·翁维尔特

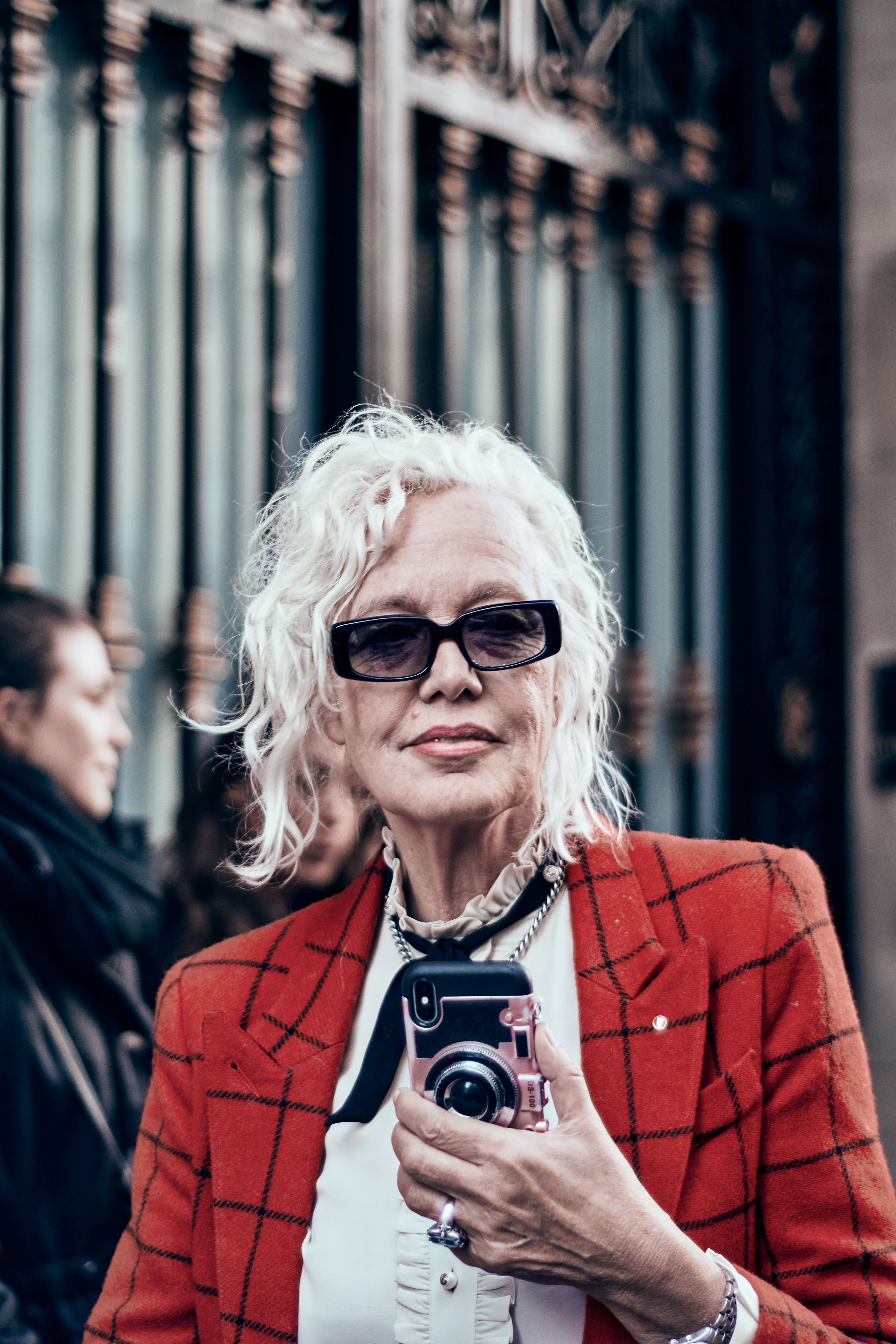
艾伦·冯·翁维尔特

艾伦·冯·翁维尔特（Ellen von Unwerth，1954年—）是一位德国摄影师。她最早是个时尚模特，之后开始从事摄影工作，主攻时尚、社论和广告摄影方向。

## 早年生活和教育
冯·翁维尔特出生于西德法兰克福，是个孤儿。在童年时代早期，她被收容进巴伐利亚的寄养机构。最终，她在慕尼黑完成了高中学业，在接下来的三年里为一位马戏团魔术师当助理。

## 模特生涯
20岁时，冯·翁维尔特在逛街时被一个摄影师拦下问是否曾考虑过从事模特行业。她于是决定尝试一下，接着移居巴黎，在接下来的7年里度过了一段成功的模特生涯。

## 摄影生涯
後來她的男友给了她一台照相机，接着，她和她的模特同事们來到肯尼亚，完成了一次即兴摄影工作。照片发表后，冯·翁维尔特下定决心，将摄影作为自己的人生新道路。
1989年，冯·翁维尔特初次为模特歌地亞·雪花拍摄照片，這也成為了她的首个著名作品。后来，《Vogue》、《名利场》、《訪問》、《The Face》、《Arena》、《Twill》、《L'Uomo Vogue》、《i-D》以及《花花公子》都曾刊登过她的作品，她也出版过几部摄影集。